# Paepalanthus uncinatus
Paepalanthus uncinatus är en gräsväxtart som beskrevs av George Gardner. Paepalanthus uncinatus ingår i släktet Paepalanthus och familjen Eriocaulaceae.

## Underarter
Arten delas in i följande underarter:
- P. u. rectus
- P. u. uncinatus